# Ellen Palmer Allerton
Ellen Palmer Allerton (Centerville, Estados Unidos, 17 de octubre de 1835-municipio de Padonia, Estados Unidos, 31 de agosto de 1893) fue una poetisa estadounidense.

## Biografía
Se formó en una escuela municipal y asistió también a varias academias, pero no llegó a graduarse. En 1862 se casó con Alpheus B. Allerton, con quien se trasladó a Kansas desde Wisconsin, donde vivía.
En su nueva vivienda, Ellen comenzó a recitar poemas y, cuando había alcanzado ya la treintena, comenzó a verterlos al papel. Consiguió publicar sus primeros poemas en el Jefferson County Union y más tarde escribió también para periódicos de Milwaukee y Chicago. Asimismo, ejerció de crítica literaria para el Sentinel.
En 1886 publicó Poems of the Prairies, una recolección de poemas. Llegó a ser una de las autoras más importantes del estado de Kansas.
Falleció el 31 de agosto de 1893, a los 57 años de edad, y se la enterró en Hamlin. Su lápida la coronan los seis últimos versos de su poema Beautiful Things:

Beautiful twilight at set of sun,
Beautiful goal with race well won,
Beautiful rest with work well done.

Beautiful graves where grasses creep,
Where brown leaves fall, where drifts lie deep,
Over worn-out hands! Ah, beautiful sleep.

## Atribución
- Este artículo contiene texto traducido desde una publicación que se encuentra ahora en dominio público: Willard, Frances Elizabeth; Livermore, Mary Ashton Rice (1897). American Women: Fifteen Hundred Biographies with Over 1,400 Portraits : a Comprehensive Encyclopedia of the Lives and Achievements of American Women During the Nineteenth Century. Mast, Crowell & Kirkpatrick.

- Datos: Q5364966
- Multimedia: Ellen Palmer Allerton / Q5364966